# ハイブリッドテクノロジーズ
株式会社ハイブリッドテクノロジーズ（英：Hybrid Technologies Co., Ltd.）は、東京都中央区に本社を置き、ITオフショア開発事業を展開する日本企業。東京証券取引所グロース市場上場。

## 沿革
- 2016年4月 - 東京都調布市に株式会社EVA（現 株式会社ハイブリッドテクノロジーズ）を設立。
- 2017年5月 - 株式会社エアトリグループの Evolable Asia Co., Ltd.が、株式を買い取り連結子会社とする。
- 2017年6月 - 商号を株式会社エボラブルアジアソリューションズへ変更し、東京都港区に本社を移転。
- 2017年10月 - ベトナムに子会社（現　Hybrid Technologies Vietnam Co., Ltd.）を設立。
- 2018年10月 - 東京都中央区に本社を移転。
- 2019年4月 -  Evolable Asia Co., Ltd. からソフトウェア開発事業を譲り受ける。
- 2019年5月 - 商号を株式会社ハイブリッドテクノロジーズへ変更。
- 2021年12月 - 東京証券取引所マザーズ（現 グロース）市場上場。
- 2023年4月 - キャスレーコンサルティング株式会社（現 株式会社ハイブリッドテックエージェント）を子会社化。
- 2023年5月 - 株式会社イクシアスを子会社化。